# 비르기테 요르트 쇠렌센
비르기테 요르트 쇠렌센(덴마크어: Birgitte Hjort Sørensen, 1982년 1월 16일 ~ )은 덴마크의 배우이다.